# Tarmo (isbrytare, 1963)
Tarmo är en tidigare finländsk isbrytare som tjänstgjorde mellan 1963 och 1993. Fartyget har två finländskt systerfartyg (Varma och Apu), samt två svenska (Tor och Njord).
Estland köpte isbrytaren 1993 och 
i anledning av fartygets 50-årsjubileum utgav Eesti Post ett frimärke med Tarmo som motiv.